# Чорнухинська селищна рада (Чорнухинський район)
Чорнухинська селищна рада — орган місцевого самоврядування в Чорнухинському районі Полтавської області з центром у смт Чорнухах. Окрім Чорнух, раді підпорядковане село Богданівка.

## Влада
Загальний склад ради — 20
Селищні голови (голови селищної ради)
- Червяк Віталій Володимирович[1]

31.10.2010 — зараз